# Cantenna

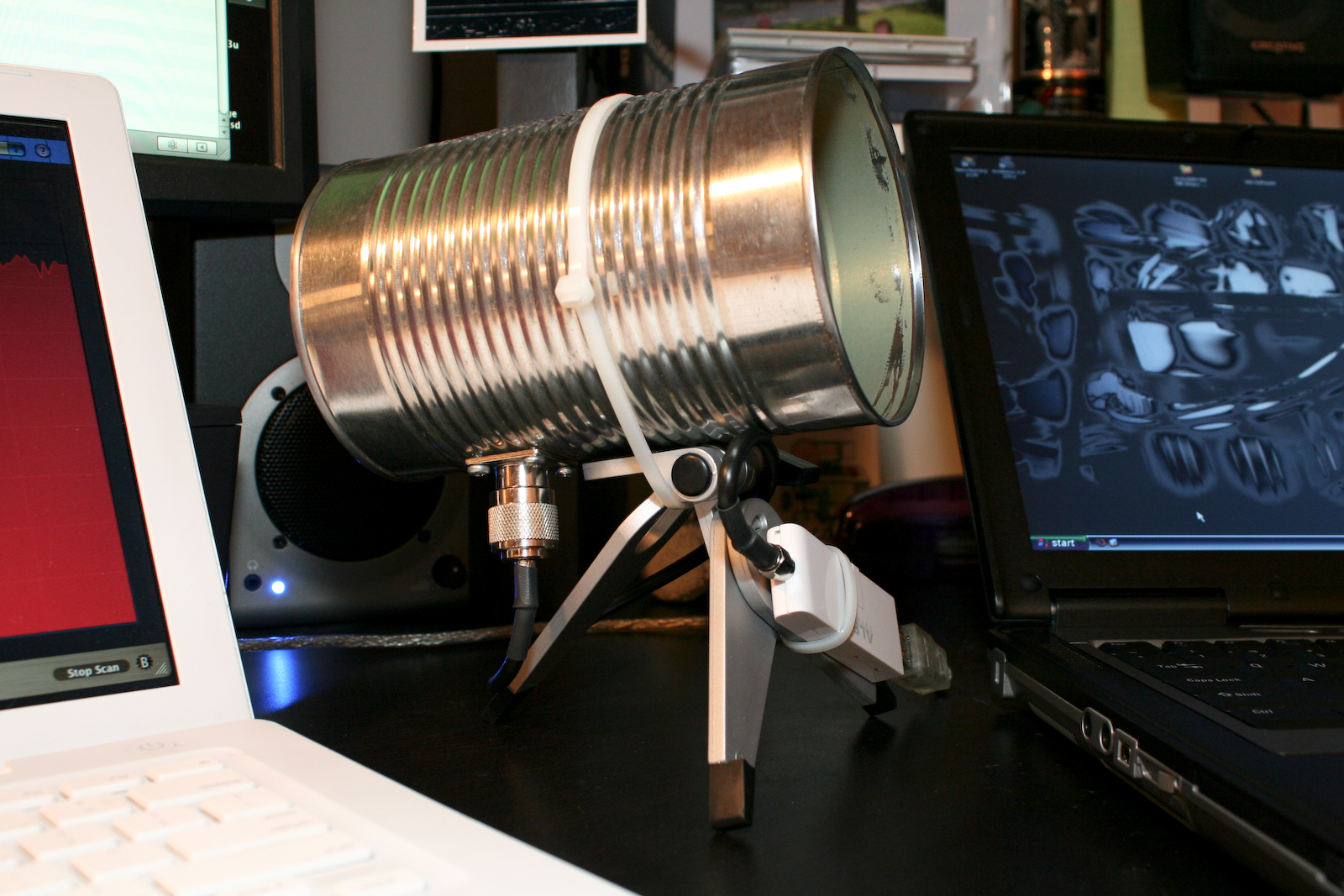
Cantenna

Il termine cantenna indica un'antenna di tipo direzionale a realizzazione amatoriale che consente un discreto guadagno su frequenze intorno ai 2,4 GHz, usate per le reti wireless. Il termine è un neologismo formato dall'unione delle parole inglesi can (lattina) ed antenna. 

## Descrizione
La realizzazione consiste in un accoppiamento tra un piccolo dipolo, che deve essere di lunghezza un multiplo della lunghezza d'onda associata alla frequenza a cui deve lavorare il trasmettitore, e di un tubo metallico chiuso da uno dei due lati, come ad esempio una lattina.  La frequenza di risonanza della cantenna dipende principalmente dal diametro del tubo metallico. ad esempio per i 2,4 GHz il diametro può variare da 7,4 cm a 11 cm.
Dal diametro del tubo metallico dipendono:
- La posizione, rispetto al fondo, del dipolo
- La lunghezza minima del tubo

La lunghezza del tubo è meno rilevante del diametro in quanto costruendo una cantenna di lunghezza superiore a quella minima, le caratteristiche di risonanza restano simili.